# Theatops posticus
Theatops posticus är en mångfotingart som först beskrevs av Thomas Say 1821.  Theatops posticus ingår i släktet Theatops och familjen Cryptopidae. Inga underarter finns listade i Catalogue of Life.